# Herinja vas
Herinja vas je naselje v Občini Novo mesto. 
Ime vasi se v starih cerkvenih maticah piše kot Horenja vas, iz česar se sklepa, da se je prvotno imenovala Gorenja vas. 
Nad vasjo je stala cerkvica sv. Križa. 11. novembra 1778 zvečer je udarila strela v cerkev in le-ta je pogorela. Ni se več obnovila in za njo ni več nobenih sledi, razen malega zvona, ki je zdaj v zvoniku farne cerkve Sv. Petra v Šentpetru.